# Франсіско Фабрегас Монегаль
Франсіско Фабрегас Монегаль (ісп. Francisco Fábregas Monegal, 14 жовтня 1977) — іспанський хокеїст на траві.
Срібний призер Олімпійських Ігор 2008 року, учасник 2000, 2004 років.
Чемпіон Європи 2005 року, срібний призер 2007 року.
Переможець Виклику чемпіонів 2003 року.
Срібний призер Чемпіонату світу 1998 року.
Переможець Трофею чемпіонів 2004 року, бронзовий призер 2005, 2006 років.